# Женщины, слушающие дождевое дерево
«Женщины, слушающие «Дождевое дерево» (яп. 「雨の木」を聴く女たち Рэйн цури: о кику онна тати) — цикл рассказов Кэндзабуро Оэ, опубликованный в 1982 году. Состоит из пяти взаимосвязанных частей, объединённых метафорой дождевого дерева и темой преодоления особой уязвимости и глубокого личного кризиса человека на середине жизненного пути. Произведение ознаменовало новый этап в творчестве писателя: возвращение к малой форме, от которой Оэ отказался в пользу романа ещё в начале 1960-х, однако на качественно ином, подчёркнуто полифоничном уровне, дающем возможность взаимодействовать и многогранно пересекаться нескольких пластам реальности и вымысла. В числе главных голосов этой полифонии, наряду с автокомментарием пишущего это сочинение Оэ, роман Малькольма Лаури «У подножия вулкана» и история его написания: эпизоды жизни Лаури либо присутствуют в тексте буквально, либо в переосмысленной форме.
За произведение Оэ был удостоен премии «Ёмиури» (1983). Первая часть («Умное дождевое дерево») переведена на английский и немецкий языки.

## Содержание и история публикации
1. «Умное дождевое дерево» (頭のいい「雨の木」). Опубликовано в журнале «Бунгакукай» (1/1980), а затем в сборнике Оэ «Современные рассказы о странном» (現代伝奇集).
2. «Женщины, слушающие „Дождевое дерево“»　(「雨の木」を聴く女たち). «Бунгакукай» (11/1981).
3. «Хотевший повеситься на дождевом дереве»　(「雨の木」首吊り男). «Синтё» (1/1982).
4. «Перевёрнутое дождевое дерево» (さかさまに立つ「雨の木」). «Бунгакукай» (3/1982)
5. «Пловец и дождевое дерево в воде» (泳ぐ男――水のなかの「雨の木」). «Синтё» (5/1982). После журнальной публикации рассказ был частично переработан.

## Место цикла в творчестве Оэ
Впервые реализованная в произведении идея новой формы — взаимосвязанных рассказов — оказалась плодотворной и получила своё дальнейшее развитие в других сочинениях, написанных Оэ в 1980-х и начале 1990-х гг. («Проснись, новый человек!», «Тихая жизнь» и др.).
К образу дождевого дерева Оэ вернулся в рассказе «Вселенское дождевое дерево» (часть цикла «Когда я был совсем молод», 1992). Кроме того, «Проснись, новый человек!» изобилует комментариями на текст "Женщин, слушающих «дождевое дерево» (в частности в отношении того, что собственно за дерево «дождевое дерево» представляет «на самом деле»; ср. с аналогичными поисками истоков «китового дерева» в романе «Объяли меня воды до души моей»).

## Цикл и музыка Такэмицу
Композитор Тору Такэмицу написал три пьесы по мотивам сборника цикла:
:
1. «Дождевое дерево» (1981), для трёх ударных (две маримбы и вибрафон) или трёх клавишных инструментов. Продолжительность: 12—13 минут.
2. «Дождевое дерево, набросок» (1982), для фортепиано соло. Продолжительность: 3 минуты. Пьеса посвящена французскому музыкальному критику Морису Флоберу.
3. «Дождевое дерево, набросок II — Посвящение Оливье Мессиану» (1992), для фортепиано соло. Продолжительность: 5 минут.

Сами пьесы комментируется Оэ уже в самом тексте цикла (отсюда и «слушающие» в его названии), а также в рассказах цикла «Проснись, новый человек!».
Существует диссертация пианистки Томоко Иссики, посвящённая этим пьесам и их литературной подоплёке. В третьей главе диссертации анализируются тексты Оэ (главным образом, рассказ «Умное дождевое дерево»), рассказывается о понимании Оэ музыки Такэмицу, а также предлагается литературно-музыкальное сопоставление сочинений.
Осаму Цукаса использовал фрагменты нотного текста «Дождевого дерева» для оформления первого издания произведения Оэ.

## Экранизация
Центральный эпизод последней части («Пловец и дождевое дерево в воде») вошёл в снятую режиссёром Дзюдзо Итами экранизацию другого цикла «Тихая жизнь».